# 毛焦里·奥尔道
毛焦里·奥尔道（匈牙利語：Magyari Alda，2000年10月19日—），匈牙利女子水球运动员。她曾代表匈牙利国家队参加2020年夏季奥林匹克运动会女子水球比赛，获得一枚铜牌。